# 新潟日産自動車
新潟日産自動車株式会社（にいがたにっさんじどうしゃ）とは、新潟県新潟市東区に本社のある、日産自動車のブルーステージ店（旧日産店）である。
地場独立資本のディーラーである。2016年8月1日付けで、グループ会社の「日産サティオ新潟」と一体化し持株会社制に移行。（旧）新潟日産自動車株式会社はグループ統括会社「株式会社NSホールディングス」に変更。新規事業法人として「新潟日産自動車株式会社」を設立し再スタートした。

## 事業所
日産車
- 村上店/村上市大字仲間町字一枚下り639-56
- 新発田店/新発田市富塚字三賀境1913
- スイングスクエア店/新潟市東区榎町75番地
- 県庁前店/新潟市中央区新光町1-7
- 黒崎店/新潟市西区善久772-7
- 巻店/新潟市西蒲区赤鏥993-8
- 五泉店/五泉市大字船越字堤西210-1
- 長岡店/長岡市下々条3丁目1441
- 長岡新産店/長岡市新産1-1-11
- 六日町店/南魚沼市四十日2751-1
- 十日町店/十日町市中条丙793-3
- 柏崎店/柏崎市幸町3-32
- 上越南店/上越市大字寺町793-1
- 上越店/上越市新光町1-2-2
- 糸魚川店/糸魚川市大字梶屋敷字向川原1137
- U-car平成大橋店/新潟市中央区美咲町2-3-28
- U-car白根業務センター/新潟市南区保坂字岡下200-1
- 西川新車センター・新潟車検センター/新潟市西蒲区升潟4829

ルノー車
- ルノー新潟/新潟市中央区新光町1-7

関係会社
- 株式会社NSホールディングス（持株会社）/新潟市東区榎町75
- 株式会社日産サティオ新潟/新潟市東区榎町75
- 新潟日産車体株式会社（車体板金工場）
- UDトラックス新潟株式会社
- 日産部品新潟販売株式会社